# Nick Caputi
Nicolavito „Nick“ Caputi (* 8. März 1951 in Fremantle) ist ein australischer Meeresbiologe. Sein Hauptinteresse gilt der Fischereiforschung.

## Leben
Caputi ist der Sohn von Gennaro und Maddalena Caputi, geborene Minutillo. 1972 erwarb er den Bachelor of Science mit erstklassigen Auszeichnungen an der University of Western Australia. 1974 wurde er Statistiker bei der Fischereibehörde in Western Australia und arbeitete an Fischereiprojekten im kommerziellen Fisch- und Schalentierfang sowie bei Freizeitfischereien in Western Australia. 1976 heiratete er Teresa Tatulli. Aus dieser Ehe gingen zwei Töchter hervor. Von 1983 bis 1989 arbeitete er als Sekretär im Schulausschuss und von 1994 bis 1995 war er Ausschussvorsitzender der Christ The King School in Beaconsfield, Western Australia.
1988 erhielt er ein Churchill-Stipendium für eine 10-wöchige Auslandsreise, um die Methoden der Bestandsbeurteilung in der Fischerei zu untersuchen, insbesondere interessierte er sich für die Bestandserneuerung (Rekrutierung) durch den Langustennachwuchs. 1990 besuchte er Meeresforschungslabore in Nanaimo (British Columbia), Marathon (Florida), in der University of Miami, in Havanna (Kuba), Woods Hole (Massachusetts) sowie in Lowestoft (England). Er hielt auch Vorträge auf dem ICES-Seminar für Schalentiere in Moncton (Kanada) und auf dem Langusten-Seminar in Havanna.
1989 wurde er mit der Dissertation Aspects of stock-recruitment relationships for crustaceans zum Ph.D. an der Murdoch University promoviert.
Seit 1993 ist er Mitglied im Beratungsausschuss für Mathematik an der Edith Cowan University.
Caputi ist leitender Wissenschaftler am Zweig für Wirbellose in der Abteilung für Fischerei bei der Regierung von Western Australia, die Forschungen über Langusten, Seeperlmuscheln, Garnelen, Jakobsmuscheln, Große Pazifische Schwimmkrabben, Tiefseekrabben und Seeohren durchführt.
Sein Forschungsschwerpunkt befasst sich mit Bestandsabschätzungen von wirbellosen Meerestieren. Er hat über 50 Artikel und Buchkapitel veröffentlicht. Seine Studien umfassen Vorhersagen über die Häufigkeit von Fängen vor der Rekrutierung, Umweltauswirkungen auf die Rekrutierung, Beziehungen zwischen der Laicherei und der Rekrutierung von Beständen, Auswirkungen des Klimawandels auf die Fischerei und den maximalen wirtschaftlichen Ertrag der westlichen Langustenfischerei.
Caputi war an einigen Erstbeschreibungen beteiligt, die Darrell John Kitchener über Säugetiere veröffentlichte. Hierzu zählen Woolleys Fettschwanz-Beutelmaus (Pseudantechinus woolleyae), die Troughton-Waldfledermaus (Vespadelus troughtoni), die Baverstock-Waldfledermaus (Vespadelus baverstocki), die Finlayson-Waldfledermaus (Vespadelus finlaysoni), die Westliche Scheinzwergfledermaus (Falsistrellus mackenziei), Watts-Zwergfledermaus (Pipistrellus wattsi) sowie die Cape-York-Zwergfledermaus (Pipistrellus adamsi).